# Sony Ericsson Live with Walkman
 Sony Ericsson Live with Walkman — первый смартфон от компании Sony Ericsson из линейки Walkman на платформе Google Android 2.3.4 в корпусе типа «моноблок», анонс которого состоялся 22 августа 2011 года. Смартфон стал доступен для предзаказа 28 сентября 2011 года, в двух цветовых решениях: чёрный и белый. 27 июня 2012 года в России стартовало обновление до Android 4.0.4. Live with Walkman стал также последним смартфоном бренда Sony Ericsson, т.к. компания Sony поглотила Sony Ericsson в 2012 году и последующие смартфоны производились уже под брендом Sony.

## Технические характеристики
| Общие характеристики               | Общие характеристики |
| ---------------------------------- | --- |
| Диапазоны частот                   | GSM/GPRS/EDGE 850/900/1800/1900 МГц, UMTS/HSDPA/HSUPA |
| Вес                                | 115г |
| Размеры                            | 106.0 × 56.0 × 14.2 мм |
| Звонки                             | |
| Тип мелодий                        | поддержка MP3, AAC, 3GPP, MP4, SMF, WAV, OTA, Ogg vorbis |
| Виброзвонок                        | есть |
| Связь                              | |
| Интерфейсы                         | Wi-Fi, USB, Bluetooth, A-GPS |
| Доступ в интернет                  | WAP, GPRS, EDGE, UMTS |
| Синхронизация с компьютером        | есть |
| Сообщения                          | |
| Дополнительные функции SMS         | Предиктивный ввод текста |
| MMS                                | + |
| Другие функции                     | |
| Громкая связь (встроенный динамик) | есть |
| Органайзер                         | Телефонная книга, режим «Flight mode» (режим полёта), приложения для чтения документов, календарь, калькулятор, будильник                                         |
| Экран                              | |
| Тип экрана                         | минеральное стекло с защитой от царапин, цветной, TFT экран, 3.2", сенсорный (ёмкостный) с поддержкой технологии мультитач, 4 касания.                            |
| Разрешение экрана                  | 320x480 пикс. |
| Русификация                        | есть |
| Мультимедийные возможности         | |
| Встроенная фотокамера              | 5-мегапиксельная камера с автофокусировкой 8x-кратное цифровое увеличение, Face Detection (функция распознавания лиц), Smile detection, Geo-tagging, Touch Focus. |
| Запись видеороликов                | есть, 720p HD-видео |
| Аудио                              | FM-радиоприемник, MP3-проигрыватель walkman, Стереодинамики 2 |
| Диктофон                           | Устанавливается отдельно в виде стороннего приложения |
| Игры                               | есть |
| Java-приложения                    | Поддержка организовывается сторонними приложениями |
| Процессор                          | Snapdragon MSM8255 1000 МГц |
| Объём встроенной памяти            | 320МБ, 512 МБ RAM |
| Тип карты памяти                   | microSD, microSDHC (кинтонг), объёмом до 32 Гб |
| Питание                            | |
| Тип аккумулятора                   | Li-Polymer |
| Ёмкость аккумулятора               | 1200 мАч (в Россию поставляются мин. 1160 мАч) |
| Время работы в режиме разговора    | до 10 часов 15 минут |
| Время работы в режиме ожидания     | 400 часов |
| Другие функции                     | |
| Громкая связь (встроенный динамик) | есть |
|                                    | TrackID, PlayNow, xLOUD |

## Комплект поставки
- Смартфон
- Аккумулятор
- Зарядное устройство
- USB-кабель
- Проводная стерео-гарнитура
- Карта памяти microSD (TransFlash) 2Gb
- Инструкция